# فرودگاه آران‌ای‌اس کینگس‌نورث
فرودگاه آران‌ای‌اس کینگس‌نورث (به انگلیسی: RNAS Kingsnorth) (به زبان بومی: RAF Kingsnorth) یک فرودگاه نظامی است . این فرودگاه در کشور انگلستان قرار دارد .